# Database Management Library
DBL - Database Management Library é uma biblioteca em linguagem C++ que implementa um Gestor de Banco de dados relacional. A biblioteca DBL source code está sob termos da GNU General Public License.

## Design
DBL é uma biblioteca que se torna parte integral do software aplicativo. Diferentemente de um SGBDR client–server que é um processo independente com o qual o aplicativo se comunica. O software aplicativo faz uso das funcionalidades da biblioteca DBL através de subrotina, que reduz a latência de acessos ao banco de dados pois chamadas à funções dentro de um mesmo processo são muito mais eficientes que em uma comunicação entre processos.

## Programas de Exemplo

### Criando um banco de dados simples
Este e um programa básico que cria um banco de dados simples. Entretanto, por ser uma tarefa que geralmente é realizada apenas uma vez, pode ser feita pelo DBL Command-Line Interface.
```
#include
 
"dbl.h"

int
 
main
()

{

    
path
(
 
"D:
\\
"
 
);
 
//set the path to the folder where the files will be stored

    
database
 
db
(
"mydatabase"
);
  
//mydatabase is the name of the database

    
db
.
new_tab
(
"customer"
);
  
//create a new table called customer in the database

	

    
write
(
db
);
  
//write the database structure into a file

    
char
 
pkey
 
=
 
1
;

    
table
 
*
tab
 
=
 
db
.
get_tab
(
"customer"
);
 
//get the table customer from the database

    
tab
->
add_col
(
"cod"
,
 
INTEGER
,
 
1
,
 
pkey
);
  
//add a column called cod to the table customer

    
tab
->
add_col
(
"name"
,
 
CHARACTER
,
 
32
);
  
//add a column called name to the table customer

    
tab
->
add_col
(
"brithdate"
,
 
INTEGER
,
 
3
);

    
tab
->
add_col
(
"sex"
,
 
CHARACTER
,
 
1
);

    
tab
->
add_col
(
"phone"
,
 
INTEGER
,
 
1
);

    
tab
->
set_structure
();

    
write
(
*
tab
);
  
//write the table structure into files

    
create_data_file
(
*
tab
);
 
//create the data file of the table customer

    

    
return
 
0
;

}

```

### Inserindo um registro em uma tabela
Este é um programa basico que insere um novo registro na tabela.
```
#include
 
"dbl.h"

int
 
main
()

{

    
path
(
 
"D:
\\
"
 
);
 
//set the path to the folder where the files will be stored

    
database
 
db
(
"mydatabase"
);
  
//mydatabase is the name of the database

    
read
(
db
);
 
//load the database structure

    

    
table
 
*
tab
 
=
 
db
.
get_tab
(
"customer"
);
 
//get the table customer from the database

    
row
 
r
(
 
tab
->
new_row
()
 
);
 
//get a row with the structure of the table customer

    

    
int
 
cod
 
=
 
31415
;

    
char
 
name
[
32
]
 
=
 
"Charles"
;

    
int
 
birthdate
[
3
]
 
=
 
{
27
,
 
6
,
 
2010
};

    
char
 
sex
 
=
 
'm'
;

    
int
 
phone
 
=
 
88123456
;

    

    
//set the values stored by the row

    
r
.
set
(
0
,
 
&
cod
);

    
r
.
set
(
1
,
 
name
);

    
r
.
set
(
2
,
 
birthdate
);

    
r
.
set
(
3
,
 
&
sex
);

    
r
.
set
(
4
,
 
&
phone
);

    

    
int
 
i
 
=
 
num_row
(
*
tab
);
 
//get the number of rows in the data file

    
//write the row into the data file of the table customer,

    
//where i is the index of the new record

    
write
(
*
tab
,
 
r
,
 
i
 
);

    
return
 
0
;

}

```

## DBL Command-Line Interface
Pelo programa DBL Command-Line Interface pode-se criar banco de dados, criar tabelas e adicionar colunas à uma tabela, além de outras operações tais como mostrar na tela a estrutura dos banco de dados e tabelas.